# Gulludjé (Agdam)
Gulludjé est un village de la région d'Agdam en Azerbaïdjan.

## Géographie
Le village de Gulludjé de la région d'Aghdam est situé dans la plaine de Karabagh.

## Histoire
En 1992-2020, Gulludjé était sous le contrôle des forces armées arméniennes. Le 20 novembre 2020, la région d'Agdam, y compris le village de Gulludjé a été rétrocédée à l'Azerbaïdjan  conformément aux termes de la Déclaration tripartite du 10 novembre 2020, signée par les présidents azerbaïdjanais et russe et le premier ministre arménien.

## Culture
Il y a une école secondaire, 2 bibliothèques, 2 écoles maternelles, un hôpital, un service de communication, un central téléphonique, une cave et diverses installations commerciales et de restauration dans le village.

## Économie
La principale occupation de la population est l'élevage, l'agriculture, céréaliculture et viticulture.

## Population
Selon les statistiques de 1994, la population du village de Gulludjé est de 2143 personnes.